# Andriy Vynokurov
Andriy Vynokurov est un coureur cycliste ukrainien spécialiste de la piste né le 14 août 1982.

## Palmarès

### Championnats du monde
- 2000 (juniors)
  -  Médaillé d'argent du kilomètre juniors
  -  Médaillé de bronze de la vitesse juniors
- Ballerup 2010
  - 14e de la vitesse par équipes
  - 17e du keirin
  - 19e de la vitesse
- Minsk 2013
  - 14e de la vitesse par équipes
- Londres 2016
  - 13e du keirin[1]
  - 29e de la vitesse individuelle[2]
- Hong Kong 2017
  - 9e du keirin[3]
  - 10e de la vitesse individuelle (éliminé en 1/8 de finale)[4]
- Apeldoorn 2018
  - 8e du keirin[5]
  - 29e de la vitesse individuelle (éliminé au tour qualificatif)[6]

### Coupe du monde
- 2002
  - 2e du kilomètre à Moscou
- 2004-2005
  - Classement général du keirin
- 2005-2006
  - 1er du keirin à Moscou
- 2006-2007
  - 1er du keirin à Moscou
- 2007-2008
  - 3e de la vitesse individuelle à Copenhague
- 2008-2009
  - 2e du keirin à Melbourne
  - 3e de la vitesse par équipes à Melbourne
  - 3e du keirin à Copenhague
- 2009-2010 
  - 3e du keirin à Cali
  - 3e de la vitesse par équipes à Cali
- 2016-2017
  - Classement général de la vitesse individuelle
  - 1er de la vitesse individuelle à Apeldoorn
  - 2e du keirin à Apeldoorn
  - 3e de la vitesse individuelle à Glasgow
- 2017-2018
  - Classement général du keirin
  - 2e du keirin à Manchester
  - 2e du keirin à Santiago
  - 3e de la vitesse individuelle à Santiago

### Championnat d'Europe
| Édition / Épreuve              | Kilomètre | Keirin | Vitesse individuelle | Vitesse par équipes |
| Brno 2001 (espoirs)            |           | Or     | Or                   |                     |
| Moscou 2003 (espoirs)          | 4e        | 7e     |                      |                     |
| Valence 2004 (espoirs)         |           | Or     |                      |                     |
| Panevėžys 2012                 |           |        | 5e                   |                     |
| Granges 2015                   |           |        | 10e                  |                     |
| Saint-Quentin-en-Yvelines 2016 |           | Argent | Bronze               |                     |
| Berlin 2017                    |           | Bronze | 4e                   | 9e                  |
| Glasgow 2018                   |           | 8e     |                      |                     |

### Championnats d'Ukraine
- Champion d'Ukraine du kilomètre : 2015 et 2017
- Champion d'Ukraine du keirin : 2008, 2015, 2016, 2017 et 2018
- Champion d'Ukraine de vitesse : 2008, 2015, 2017 et 2018
- Champion d'Ukraine de vitesse par équipes  : 2015, 2016, 2017 et 2018